# Благодатненська сільська рада (Первомайський район)
Благода́тненська сільська́ ра́да — орган місцевого самоврядування в Арбузинському районі Миколаївської області. Адміністративний центр — село Благодатне.

## Загальні відомості
- Територія ради: 72,698 км²
- Населення ради: 1 746 осіб (станом на 2001 рік)
- Територією ради протікає річка Корабельна.

## Населені пункти
Сільській раді підпорядковані населені пункти:
- с. Благодатне

## Склад ради
Рада складається з 16 депутатів та голови.
- Голова ради: Шевченко Михайло Іванович
- Секретар ради: Спасенко Лідія Генадіївна

### Керівний склад попередніх скликань
| ПІБ                        | Основні відомості                                            | Дата обрання | Дата звільнення |
| -------------------------- | ------------------------------------------------------------ | ------------ | --------------- |
| Кочура Людмила Анатоліївна | Сільський голова, 1956 року народження, член Народної партії | 26.03.2006   | 31.10.2010      |
| Шевченко Михайло Іванович  | Сільський голова, 1957 року народження, член Партії регіонів | 19.06.2011   |                 |

Примітка: таблиця складена за даними джерела